# Pterostichus arcticola
Pterostichus arcticola är en skalbaggsart som beskrevs av Maximilien de Chaudoir. Pterostichus arcticola ingår i släktet Pterostichus och familjen jordlöpare. Inga underarter finns listade i Catalogue of Life.